# Wijster
Wijster (Drents: Wiester) is een esdorp in de gemeente Midden-Drenthe, in de Nederlandse provincie Drenthe. Wijster werd in 1206 onder de naam Wisnare voor het eerst schriftelijk vermeld.
In Wijster was tot 1998 een Biologisch Station gevestigd, verbonden aan de Landbouwuniversiteit Wageningen (tegenwoordig WUR genaamd) waar vooral onderzoek werd gedaan aan paddenstoelen, loopkevers en vlinders. Het was het correspondentieadres van de Nederlandse Mycologische Vereniging.

## Geschiedenis
In 1901 werden door een veenarbeider uit Wijster bij het turfgraven de resten van vier lichamen gevonden. Er zijn aanwijzingen dat het offers zijn geweest die na hun dood in zittende houding in een veenkuil zijn gezet.
In 1958 werden in Wijster opgravingen gedaan door het Biologisch-Archeologisch instituut, die uitwezen dat de plaats mogelijk al in 200 v.Chr. bewoond werd door ongeveer 150 mensen. In de Romeinse tijd groeide Wijster uit tot wellicht 15-20 boerderijen. In die tijd was Wijster een van de belangrijkste nederzettingen van Zuidwest-Drenthe. Direct ten westen van de oude nederzetting is in 1926 en 1931 een rijengrafveld opgegraven, waarin een graf is gevonden met rijke bijgaven uit circa 400 AD.
Uit de opgravingen van 1926, 1951 en 1958 tot en met 1961 blijkt verder dat deze nederzetting eind tweede eeuw ontstond en in de vierde eeuw was uitgegroeid tot een oppervlakte van zes hectare en toen enkele honderden inwoners telde. De nederzetting was door wegen in blokken verdeeld met elk een aantal boerderijen, bijbehorende putten, kuilhutten en spiekers. In het monumentale werk 'Wijster' (Van Es, 1967) zijn de vele honderden vondsten ingedeeld naar de materiaalsoort, onder meer eikenhouten velgen en vaten, bronzen spelden en broches, munten, stukken leer, glasscherven waaronder Romeins glas, aardewerk, slijpstenen, handmolens en trechters. De nederzetting lag op een kruispunt van wegen, die in noordelijke richting leidden naar de kust-Friezen, in oostelijke richting naar andere gebieden van Saksenland en in zuidelijke richting onder meer naar de Romeinse garnizoenen aan de limes. De vondsten in de graven en de kuilhutten, die gebruikt werden voor allerlei vormen van nijverheid, tonen aan dat de nederzetting een belangrijke productie- en handelsplaats was. De brandgaten en slakken bewijzen dat er ijzer werd geproduceerd, gebaseerd op de verwerking van ijzeroer.
Uit de vondsten blijkt verder dat de plaats begin vijfde eeuw werd verlaten.

## Treinkaping 1975
Op 2 december 1975 werd bij Wijster een trein gekaapt door Zuid-Molukse jongeren. Dit was de eerste treinkaping in de wereldgeschiedenis. In november 2007 werd over deze treinkaping een film gemaakt. De film heeft de naam Wijster en werd op 29 mei 2008 voor het eerst op televisie uit gezonden.

## VAM
Wijster is ook bekend vanwege de nabijgelegen vuilstortplaats en afvalenergiecentrale die wordt geëxploiteerd door Attero, voorheen Essent Milieu en daarvoor de nv VAM. De berg die is ontstaan als stortplaats, vormt met 61 meter boven NAP het hoogste punt van de provincie. Hij wordt jaarlijks aangedaan door de Ronde van Drenthe.
Op het hoogste punt bevindt zich de Blinkerd; een klein, onbemand informatiecentrum van Attero en de stichting Het Drentse Landschap.
Op 23 augustus 2020 werd het NK wielrennen georganiseerd op de 'VAM-berg'. Ook in de jaren 2021 en 2022 vond het NK op - wat in wielerjargon naar analogie van de bergen in de Tour de France ook wel de 'Col du VAM' heet - plaats.

## Landgoed de Vossenberg
Rond 1900 werd door de Landmaatschappij Drenthe ten oosten van Wijster een stuk heide van 300 hectare ontgonnen en veranderd in een landgoed. Veel aandeelhouders van de maatschappij waren van Joodse afkomst. Na de Tweede Wereldoorlog moest het landgoed worden verkocht omdat veel aandeelhouders de oorlog niet hadden overleefd. Het landgoed werd gekocht door de Twentse textielfamilie Beuning-Ten Cate en in 1974 werd het aangekocht door de stichting Het Drentse Landschap. Bij de Vossenberg liggen twee recreatiebedrijven.

## Sport
De plaatselijke voetbalclub is VV Wijster en de plaatselijke handbalclub SVWW.

## Geboren in Wijster
- Anjet Daanje (1965), schrijfster en scenariste